# Båndbredde (signalbehandling)
 For alternative betydninger, se Båndbredde. (Se også artikler, som begynder med Båndbredde)
Båndbredde er en betegnelse indenfor signalbehandling, som angiver bredden af et frekvensbånd eller frekvensinterval. Den måles normalt i hertz (Hz).
Båndbredde er et centralt begreb som bruges i flere sammenhænge:
- I beskrivelsen af et analogt signal hvor det betegner hvilke frekvenskomponenter der er til stede.
- I beskrivelsen af elektriske systemer (f.eks. forstærkere, kabler eller filtre) hvor det betegner de frekvensområder hvor systemet virker.

Der findes nogle teoretiske sammenhænge mellem båndbredden i et signalsystem og den tilsvarende opnåelige dataoverføringshastighed som knytter begrebet til informationsteori. Herfra er opstået en alternativ betydning hvor båndbredde bruges synonymt med dataoverføringshastighed.
Inden for elektronik og signalbehandling vil Båndbredden normalt være -3dB punktet, hvis ikke andet er defineret.

## Støjbåndbredde
Angiver den totale energi på udgangen af et filter, hvis indgangssignalet er et hvid støjs signal. Støjbåndbredden vil altid være større end - 3dB Båndbredden.